# Dīzgū
Dīzgū (persiska: Dīz Kūh, دیزگو) är en ort i Iran.   Den ligger i provinsen Gilan, i den nordvästra delen av landet, 220 km nordväst om huvudstaden Teheran. Dīzgū ligger 325 meter över havet och antalet invånare är 723.
Terrängen runt Dīzgū är kuperad.Runt Dīzgū är det ganska glesbefolkat, med 45 invånare per kvadratkilometer. Närmaste större samhälle är Rostamābād, 15,7 km sydväst om Dīzgū. I omgivningarna runt Dīzgū växer i huvudsak blandskog.